# Strada
Strada är en ort och tidigare kommun i regionen Surselva i kantonen Graubünden, Schweiz. Orten, ofta kallad Strada im Oberland (tyska) eller Strada en Surselva (rätoromanska), ligger på norra sidan av floden Vorderrhein, halvannan kilometer väster om staden Ilanz. 
Befolkningen har traditionellt varit övervägande reformert, men aldrig haft egen kyrka utan socknat till kyrkorna i Ilanz. Liksom i andra byar i distriktet har befolkningen förr i tiden uteslutande talat sursilvansk rätoromanska, men tyska språket har under 1900-talet kommit att dominera som en följd av närheten till staden.
1978 inkorporerades Strada med Ilanz, som från och med 2014 är en del av den större kommunen Ilanz/Glion.